# Paul ten Bruggencate
Paul ten Bruggencate (Arosa, Suíça, 24 de fevereiro de 1901 – 14 de setembro de 1961) foi um astrônomo alemão, diretor do Observatório de Göttingen.
Ten Bruggencate estudou astronomia na Universidade de Göttingen e na Universidade de Munique, onde obteve um doutorado em 1924, orientado por Hugo von Seeliger. Foi depois a partir de 1924 assistente de Hans Kienle no Observatório de Göttingen, onde trabalhou com fotometria espectral com base em trabalhos prévios de Karl Schwarzschild e Hans Rosenberg.
Em 1941 foi diretor do observatório universitário e professor de astronomia em Göttingen.
Com apoio de seu sucessor em Göttingen Hans-Heinrich Voigt construiu na década de 1950 um observatório solar em Locarno, onde observações foram iniciadas pouco após sua morte.
Em 1948 editou o volume Astronomie und Astrophysik do FIAT Reviews of German Science e em 1952 o volume parcial Astronomie do Landolt-Börnstein.
De 1958 a 1961 foi presidente da Academia de Ciências de Göttingen, da qual foi membro desde 1943. Em 1959 foi eleito membro da Academia Leopoldina.

## Publicações
- Sternhaufen. Ihr Bau, ihre Stellung zum Sternsystem und ihre Bedeutung für die Kosmogonie. Naturwissenschaftliche Monographien und Lehrbücher, Band 7. Springer, 1927.
- Mitwirkung an Müller-Pouillet Lehrbuch der Physik. 11. Auflage, 5. Band, 2. Hälfte Physik des Kosmos. 1928.
- Spektralphotometrische Untersuchungen von δ-Cephei-Sternen. Offizin Poeschel & Trepte, Leipzig 1931.
- Die veränderlichen Sterne. Ergebnisse der exakten Naturwissenschaften, Band 10. Springer 1931.
- Das astronomische Weltbild der Gegenwart. Kohlhammer 1934.
- ten Bruggencate und andere: Astronomy, astrophysics and cosmogony. Office of Military Government for Germany, Field Information Agencies Technical (FIAT), 1948.